# Edgar Buchwalder
Edgar Buchwalder (Kleinlützel, 2 d'agost de 1916 - 9 d'abril de 2009) va ser un ciclista suís, que fou professional entre el 1937 i el 1943 i el 1946 i 1947. Era germà del també ciclista Werner Buchwalder.
El 1936 va participar en els Jocs Olímpics de Berlín, en què guanyà la medalla de plata en la prova en ruta per equips, formant equip amb Ernst Nievergelt i Kurt Ott.
Com a professional els seus èxits més importants foren el Campionat de Suïssa en ruta de 1939 i 1942 i dues etapes a la Volta a Suïssa.

## Palmarès
- 1936
  -  Campió del món amateur
- 1939
  - Vencedor d'una etapa de la Volta a Suïssa
- 1940
  -  Campió de Suïssa en ruta
- 1942
  -  Campió de Suïssa en ruta
  - 1r a la Berner Rundfahrt
  - Vencedor d'una etapa de la Volta a Suïssa

### Resultats al Giro d'Itàlia
- 1937. Abandona